# Bataille de Kettle Creek
Guerre d'indépendance des États-Unis
La bataille de Kettle Creek est un affrontement de la guerre d'indépendance des États-Unis qui eut lieu le 14 février 1779 dans le comté de Wilkes en Géorgie.
Une force de Patriots a défait et dispersé une force de loyalistes en route pour la ville d'Augusta contrôlée par les Britanniques.